# Irmgard Oepen
Irmgard Oepen (* 25. Februar 1929; † 9. Juli 2018) war eine deutsche Medizinerin.

## Leben
Irmgard Oepen studierte Medizin an der Albert-Ludwigs-Universität Freiburg und der LMU-München. Im Jahre 1958 promovierte Oepen an der LMU-München. 1973 erfolgte die Habilitation an der Philipps-Universität Marburg mit einem blutgruppenserologischen Thema.
Oepen war von 1965 bis 1994 am Institut für Rechtsmedizin der Philipps-Universität Marburg tätig. Reputation erlangte Oepen für ihr engagiertes Eintreten für eine wissenschaftliche Medizin. Sie publizierte zahlreiche kritische Artikel und Bücher zum Thema Blutgruppen- und Blutspurennachweisen sowie zu „unkonventionellen medizinischen Methoden“ und wurde auch in Medien wie Die Zeit zitiert. Sie veröffentlichte verschiedene Werke mit dem berühmten Gerichtsmediziner Otto Prokop.
Oepen gehörte zu den Gründungsmitgliedern der Gesellschaft zur wissenschaftlichen Untersuchung von Parawissenschaften (GWUP). Von 1987 bis 1994 war sie Präsidentin der GWUP. In den Jahren 1987 bis 1996 leitete sie die Redaktion der Zeitschrift Skeptiker.

## Schriften
- Leitfaden der gerichtlich-medizinischen Blutspuren-Untersuchung, mit Franz Schleyer, Schmidt-Römhild Verlag, 1977.
- An den Grenzen der Schulmedizin, Deutscher Ärzteverlag, 1985.
- Außenseitermethoden in der Medizin, mit O. Prokop (Herausgeber), Wissenschaftliche Buchgesellschaft, Darmstadt 1987, ISBN 3-534-01736-6.
- Unkonventionelle medizinische Verfahren, S. Fischer Verlag, 1993, ISBN 3-437-00725-4.
- Lexikon der Parawissenschaften, GWUP, Lit, Münster 1999.
- Irmgard Oepen, Horst Löb: Der Orgon-Strahler – eine funktionslose, aber offenbar gewinnbringende Attrappe. Skeptiker 11 (4/1998) 148–152.
- Irmgard Oepen: Unkonventionelle medizinische Verfahren. Stuttgart 1993.
- Irmgard Oepen, Amardeo Sarma (Hrsg.): Paramedizin - Analysen und Kommentare. Münster 1998.
- Irmgard Oepen, Rolf Scheidt: Wunderheiler heute. Eine kritische Literaturstudie. München, Zuckschwerdt 1989.